# Швейцария на «Евровидении-1983»
Швейцария принимала участие в двадцать восьмом выпуске телевизионного конкурса Евровидение-1983, который проходил 23 апреля в Мюнхене, ФРГ. Страну представляла итало-швейцарская певица Мариелла Фарре с песней Io cosí non ci sto ("Мне не нравится этот путь"), написанной композитором Томасом Гонценбахом в соавторстве с Ремо Кесслером на стихи Неллы Мартинетти. По итогам голосования она заняла 15-е место из 20, набрав 28 очков. Тем не менее, Io cosí non ci sto стала предшественницей швейцарской заявки на Евровидение-1984 Welche Farbe hat der Sonnenschein? в исполнении группы Rainy Day. Конкурс был показан SRG SSR через трёх региональных вещателей: DRS с комментариями Теодора Галлера на немецком языке, TSR с комментариями Жоржа Харди на французском языке и TSI с комментариями Джованни Бертини на итальянском языке. Глашатаем, кто объявлял очки швейцарского жюри, был Мишель Стокер.

## Предыстория
К моменту своего участия на конкурсе 1983 года Швейцария участвовала на Евровидение каждый год с самого первого выпуска, состоявшегося в 1956 году. За это время страна выигрывала конкурс однажды: в том же 1956 году с песней Refrain в исполнении Лиз Ассиа. Швейцария также организовала проведение первого выпуска Евровидения в казино Лугано. Самым худшим результатом страны было последнее место, которое Швейцария занимала трижды: в 1964, 1967 и 1974 годах. Причём в 1964 и 1967 годах страна финишировала с нулём очков. На Евровидение-1982 Швейцария заняла третье место с композицией Amour on t’aime, исполненной Арлетт Золя, набрав 97 очков.

## До «Евровидения»

### Concours Eurovision 1983
Начиная с 1981 года швейцарский вещатель SRG SSR idée suisse организовывал национальный отбор для выбора исполнителя и песни на Евровидение. Данная процедура была использована и для выбора заявки 1983 года. Национальный отбор под названием Concours Eurovision 1983 состоялся 25 марта в телестудии регионального вещателя DRS в Цюрихе. Ведущей была Мари-Терез Гвердер. Девять песен было представлено, а победитель определялся подсчётом голосов со стороны трёх региональных вещателей (DRS, TSR и TSI), жюри из представителей прессы и жюри из музыкальных экспертов. Мариелла Фарре с песней Io cosí non ci sto стала победителем национального отбора.
| Порядок выступления | Исполнитель                   | Название песни      | DRS | TSR | TSI | Пресса | Эксперты | Всего | Место |
| ------------------- | ----------------------------- | ------------------- | --- | --- | --- | ------ | -------- | ----- | ----- |
| 1                   | Александр Кастель             | Elle était folle    | 2   | 3   | 3   | 1      | 7        | 16    | 8     |
| 2                   | Мануэла Феличе                | Odulidam            | 8   | 10  | 7   | 7      | 6        | 38    | 3     |
| 3                   | Кристан Хутцикер              | D'Änglischüebig     | 6   | 1   | 2   | 2      | 8        | 19    | 6     |
| 4                   | Мариелла Фарре                | Io cosí non ci sto  | 7   | 6   | 10  | 10     | 10       | 43    | 1     |
| 5                   | Нандо Моранди и I Centrocittà | Vivo in un mondo    | 5   | 4   | 6   | 6      | 4        | 25    | 4     |
| 6                   | Клод Ландер                   | Il faut juste vivre | 4   | 7   | 4   | 4      | 2        | 21    | 5     |
| 7                   | Рэй и Корри Кнобель           | Canzone amara       | 3   | 5   | 5   | 5      | 1        | 19    | 6     |
| 8                   | Ангела                        | Mona Lisa           | 10  | 8   | 8   | 8      | 5        | 39    | 2     |
| 9                   | Даниэла Симонс                | Dis-moi tout        | 1   | 2   | 1   | 3      | 3        | 10    | 9     |

## На «Евровидении»
Мариелла Фарре выступала в Мюнхене под номером 8, между Испанией и Финляндией. По итогам голосования она заняла 15-е место из 20, набрав 28 очков. Это был самый низкий результат Швейцарии с 1974 года. 12 очков швейцарское жюри присудило Нидерландам. Дирижёром оркестра во время исполнения швейцарской заявки был Роберт Вебер.

### Голосование
| Очки      | Страна                         |
| --------- | ------------------------------ |
| 12 баллов |                                |
| 10 баллов |                                |
| 8 баллов  |                                |
| 7 баллов  | - Италия - Югославия           |
| 6 баллов  | - Австрия                      |
| 5 баллов  | - Люксембург                   |
| 4 балла   |                                |
| 3 балла   |                                |
| 2 балла   |                                |
| 1 балл    | - Бельгия - Испания - Норвегия |

| Очки      | Страна         |
| --------- | -------------- |
| 12 баллов | Нидерланды     |
| 10 баллов | Франция        |
| 8 баллов  | Великобритания |
| 7 баллов  | Израиль        |
| 6 баллов  | Португалия     |
| 5 баллов  | Швеция         |
| 4 балла   | Финляндия      |
| 3 балла   | Люксембург     |
| 2 балла   | Германия       |
| 1 балл    | Кипр           |